# Wallbom & Boman
Wallbom & Boman (Håkan Wallbom och Ingvar Boman) var ett clownpar som blev väldigt populära i början på sjuttiotalet då paret representerade en ny genre av clowneri.
Boman var den vita clownen, den som borde vara ”smart”, i stället var han oerhört dum och vann publikens hjärta. Medan Wallbom med sin röda näsa och sitt röda hår och flint, representerade det den vita clownen traditionellt gjorde. Han var dryg, ibland riktigt elak och fick publiken emot sig.
Paret arbetade utifrån Teatercentrum, där Håkan Wallbom i början satt i styrelsen, sedan hörde Folkparkerna av sig och efter ett genombrott på folkparksforum i Örebro fick paret ett anslag som fanns vilande från Malmstenstruppen för att producera en barn- och familjevarieté. Det blev Varieté på sné. Första året med Topper Martyn och Bertil Berglunds dansande samer, orkester och stor succé. Året efter var satsningen ännu större.
Wallbom & Boman fick efter att Mai Zetterling sett paret uppträda i Kulturhuset i Stockholm, där de gav en sommarföreställning varje vardag uppe på taket, stora filmroller i hennes film ”Månen är en grön ost”.
1977 arrangerade paret tillsammans med clownen Manne en clownfestival på Södra teatern i Stockholm som blev helt utsåld och gav 18 föreställningar.
1980 gjorde Wallbom & Boman ett uppehåll i sitt samarbete och Wallbom fortsatte med båtbygge. Samtidigt tecknade han animerade filmer för SVT-1-barn, och tillsammans med Boman, så spelade de då och då in ett och annat barnprogram. Se ”Orientens flygande reporter”, producent Barbro Francke, ”Affischtavlan” osv. Håkan Wallbom dramatiserade efter en tidigare kontakt med Barbro Lindgren, hennes barnbok "Loranga, Masarin och Dartanjang. Familjeföreställningen blev en av de största succéerna på Komediteatern på Gröna Lund och gick i flera år, samtidigt som Folkparkerna köpte föreställningen för en sommarturné. Wallbom var Loranga, Boman var Dartanjang och Johnny Andersson (Johnny Mc I) var Masarin, som vann alla barnens sympati".
Då Gröna Lund fick ny VD, sades kontraktet upp och Komediteatern flyttade ut till Stora Mossen, nu bara som en turnerande teater. Den sista folkparksproducerade föreställningen var ”Wallboms magiska värld med Boman” 2002.